# 巴合齐乡
巴合齐乡，是中华人民共和国新疆维吾尔自治区喀什地区疏勒县下辖的一个乡镇级行政单位。

## 行政区划
巴合齐乡下辖以下地区：
斯日勒玛一村、尤喀克斯日勒玛二村、吐格其三村、罕库木四村、巴合齐五村、巴什布其六村、亚尕其买里斯七村、阿克美其特八村、托帕克拉九村、阿亚克布其十村、依格孜艾日克十一村、也扎巴格十二村、喀克其十三村和美其特阿勒迪十四村。